# Lionees
Het Lionees, ook Lio, Aku, Tanah Kunu of Li'o, is een Austronesische taal die gesproken wordt door 130 000 (1981) bewoners van het eiland Flores (onderdeel van de Kleine Soenda-eilanden, Indonesië). De sprekers van het Lionees wonen westelijk van het regentschap Sikka in de buurt van Paga en Dondo.

## Classificatie
- Austronesische talen (1268)
  - Malayo-Polynesische talen (1248)
    - Centraal-Oostelijke talen (708)
      - Centraal-Malayo-Polynesische talen (168)
        - Bima-Soembatalen (27)
          - Ende-Liotalen (4)
            - Lionees

## Verspreiding van de sprekers
- Indonesië: 49e gedeelde plaats, 58e gedeelde plaats volgens totaal aantal sprekers

Endenees · Ke'o · Lionees · Nage